# Stomphia didemon
Stomphia didemon is een zeeanemonensoort uit de familie Actinostolidae.
Stomphia didemon is voor het eerst wetenschappelijk beschreven door Siebert in 1973.